# Iitti
Iitti (Zweeds: Itis) is een gemeente in de Finse provincie Zuid-Finland en in de Finse regio Kymenlaakso. De gemeente heeft een landoppervlakte van 589,79 km² en telt 6.504 inwoners (2022).

## Geboren

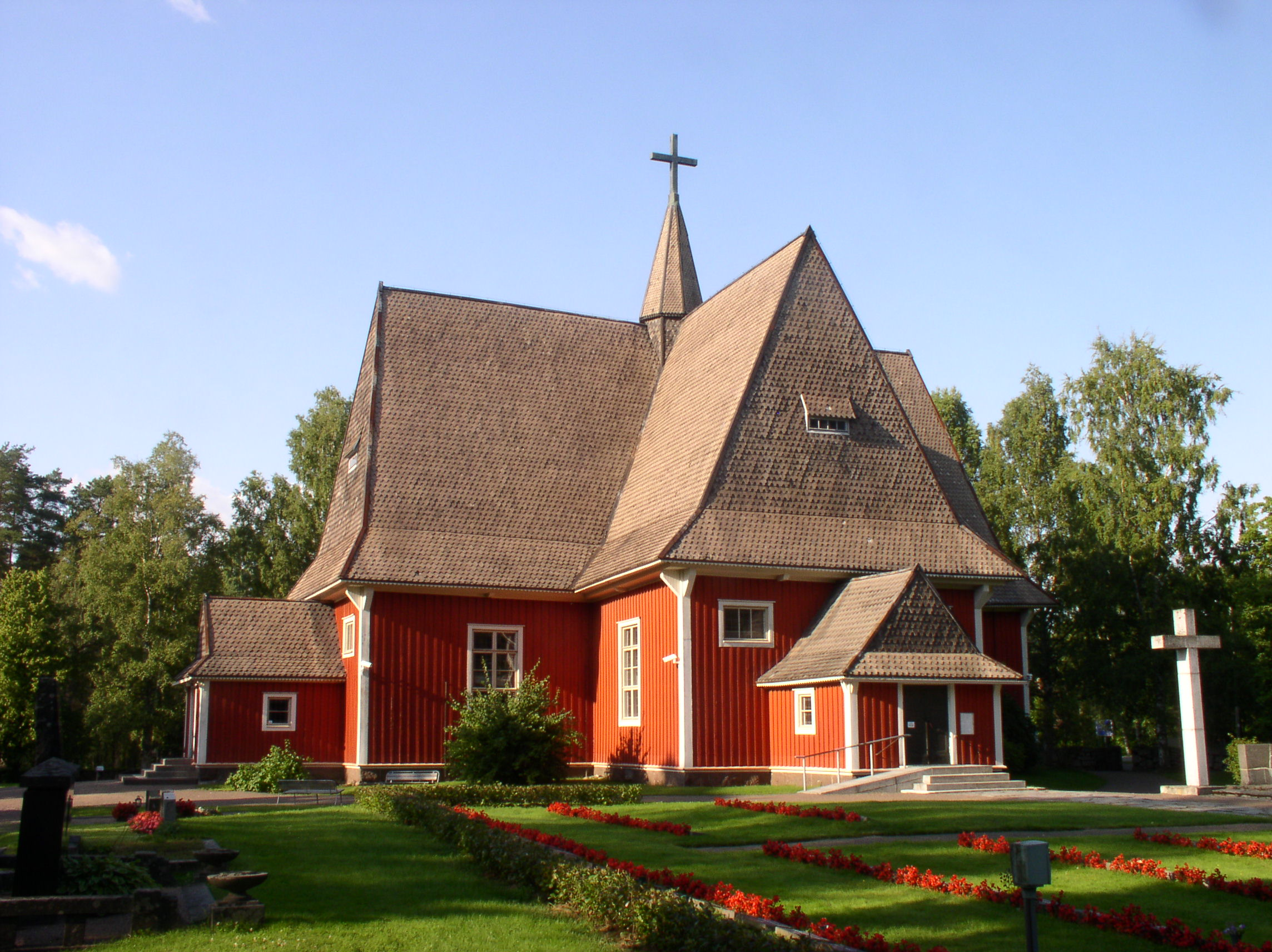
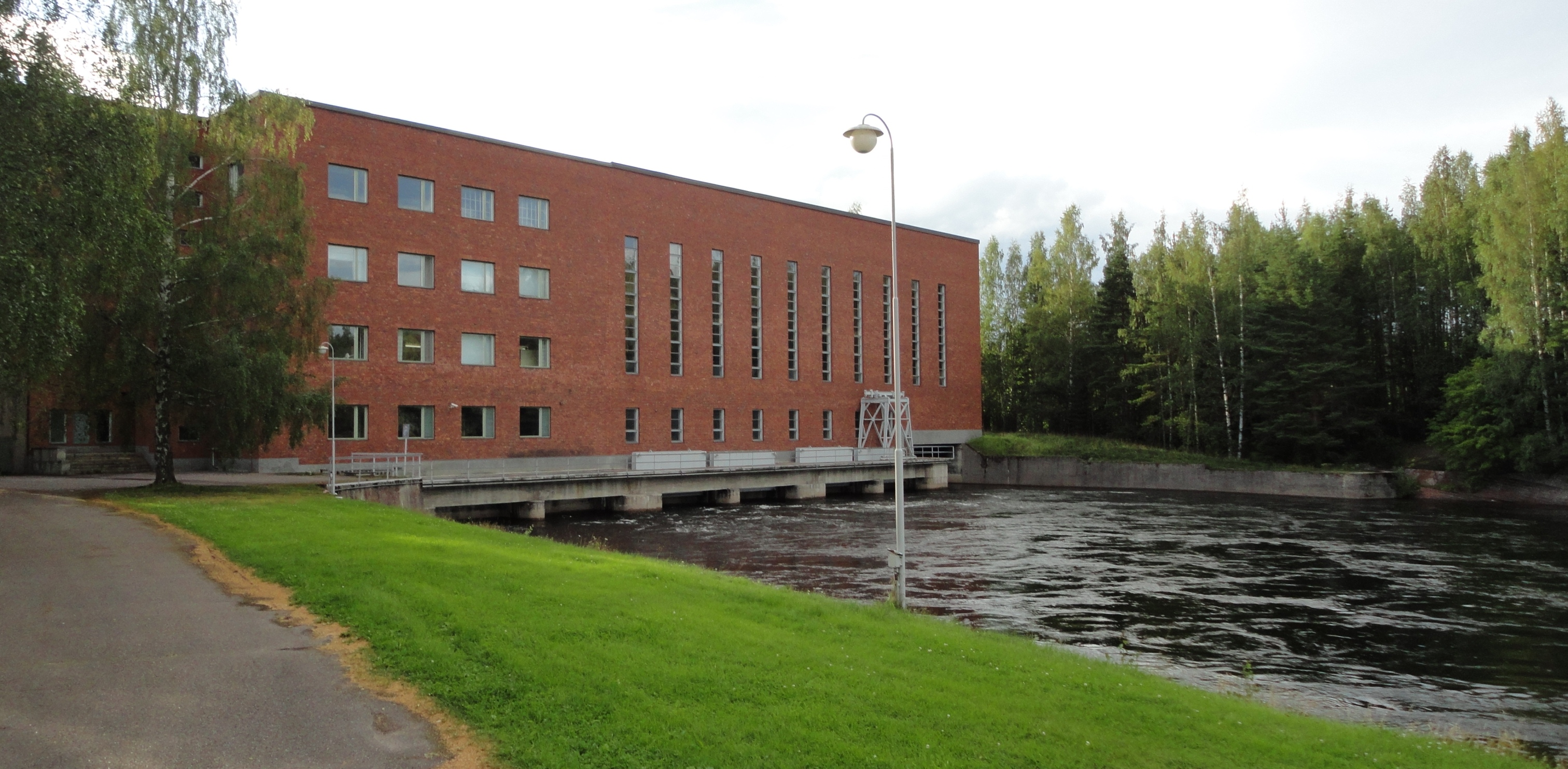
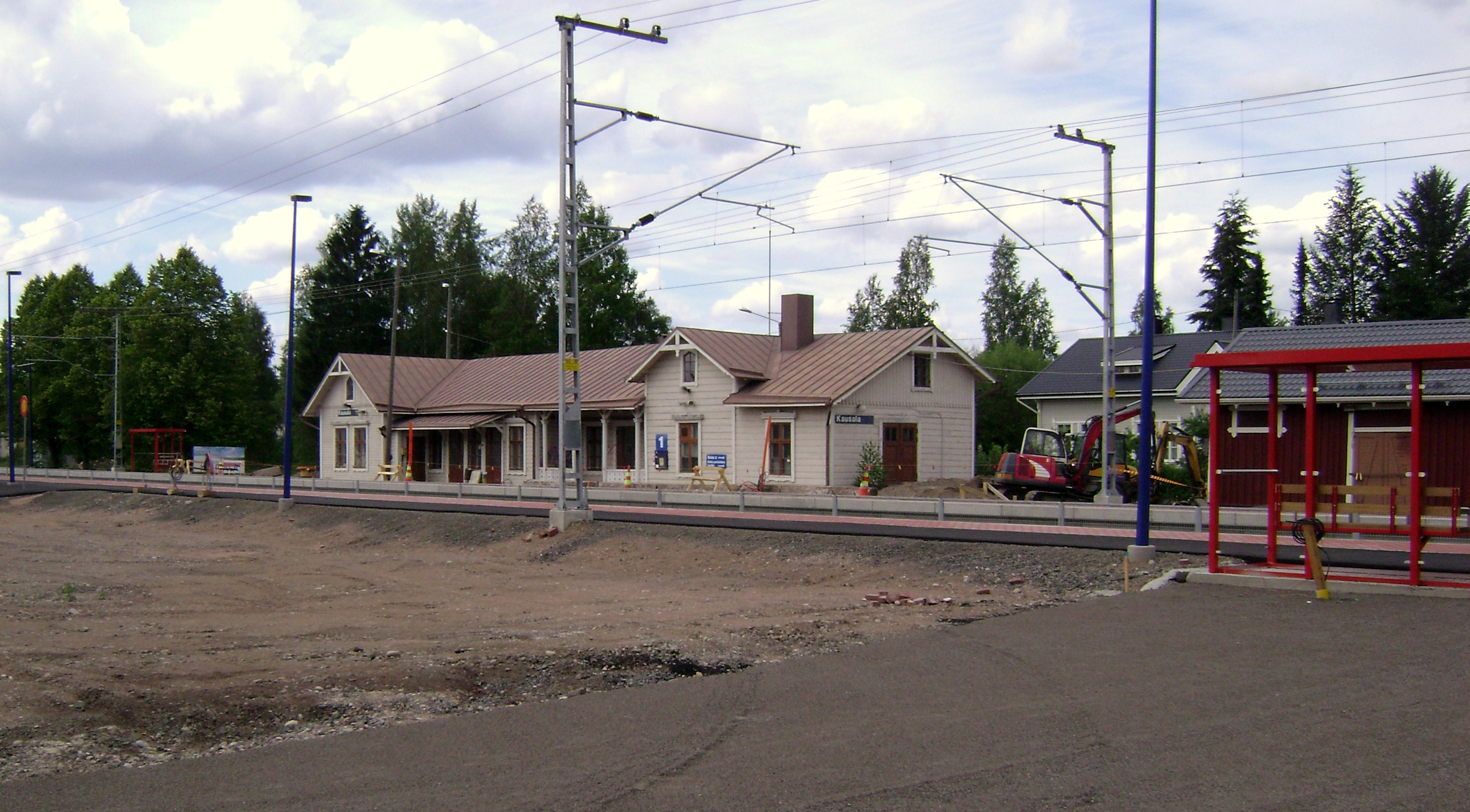

- Viljo Heino (1914-1998), atleet